# Комуња Ларга (Венеција)
Комуња Ларга (итал. Comugna Larga) је насеље у Италији у округу Венеција, региону Венето.
Према процени из 2011. у насељу је живело 30 становника. Насеље се налази на надморској висини од 2 м.